# Leichtathletik-Afrikameisterschaften 2018
Die 21. Leichtathletik-Afrikameisterschaften fanden vom 1. bis 5. August 2018 in der nigerianischen Stadt Asaba statt.

## Männer

### 100 m
| Platz | Athlet            | Land | Zeit (s) |
| ----- | ----------------- | ---- | -------- |
| 1     | Akani Simbine     | RSA  | 10,25    |
| 2     | Arthur Cissé      | CIV  | 10,33    |
| 3     | Simon Magakwe     | RSA  | 10,35    |
| 4     | Ben Youssef Meïté | CIV  | 10,36    |
| 5     | Seye Ogunlewe     | NGR  | 10,45    |
| 6     | Ngoni Makusha     | ZIM  | 10,45    |
| 7     | Gilbert Hainuca   | NAM  | 10,49    |
| 8     | Karabo Mothibi    | BOT  | 10,55    |

2. August

### 200 m
| Platz | Athlet            | Land | Zeit (s) |
| ----- | ----------------- | ---- | -------- |
| 1     | Ncincihli Titi    | RSA  | 20,46    |
| 2     | Divine Oduduru    | NGR  | 20,60    |
| 3     | Luxolo Adams      | RSA  | 20,60    |
| 4     | Tatenda Tsumba    | ZIM  | 20,70    |
| 5     | Fodé Sissoko      | MLI  | 20,72    |
| 6     | Sydney Siame      | ZAM  | 20,79    |
| 7     | Peter Mwai Ndichu | KEN  | 20,80    |
| 8     | Adama Jammeh      | GAM  | 20,91    |

5. August

### 400 m
| Platz | Athlet             | Land | Zeit (s)  |
| ----- | ------------------ | ---- | --------- |
| 1     | Baboloki Thebe     | BOT  | 44,81     |
| 2     | Thapelo Phora      | RSA  | 45,14 PB  |
| 3     | Chidi Okezie       | NGR  | 45,65 =PB |
| 4     | Alphas Kishoyian   | KEN  | 46,08     |
| 5     | Orukpe Erayokan    | NGR  | 46,38     |
| 6     | Onkabetse Nkobolo  | BOT  | 46,83     |
| 7     | Jared Momanyi      | KEN  | 47,54     |
| 8     | Momodou Lamine Bah | GAM  | 47,75     |

3. August

### 800 m
| Platz | Athlet                     | Land | Zeit (min) |
| ----- | -------------------------- | ---- | ---------- |
| 1     | Nijel Amos                 | BOT  | 1:45,20    |
| 2     | Emmanuel Korir             | KEN  | 1:45,65    |
| 3     | Mostafa Smaili             | MAR  | 1:45,90    |
| 4     | Antoine Gakeme             | BDI  | 1:45,91    |
| 5     | Ferguson Cheruiyot Rotich  | KEN  | 1:46,33    |
| 6     | Jonathan Kiprotich Kitilit | KEN  | 1:46,88    |
| 7     | Edose Ibadin               | NGR  | 1:48,31    |
| 8     | Riadh Chninni              | TUN  | 1:51,46    |

3. August

### 1500 m
| Platz | Athlet                  | Land | Zeit (min) |
| ----- | ----------------------- | ---- | ---------- |
| 1     | Elijah Motonei Manangoi | KEN  | 3:35,20 CR |
| 2     | Timothy Cheruiyot       | KEN  | 3:35,93    |
| 3     | Ronald Musagala         | UGA  | 3:36,41    |
| 4     | Ayanleh Souleiman       | DJI  | 3:37,18    |
| 5     | Aman Wote               | ETH  | 3:38,49    |
| 6     | Abdalaati Iguider       | MAR  | 3:39,20    |
| 7     | Santino Kenyi Oreng     | SSD  | 3:40,99    |
| 8     | Charles Simotwo         | KEN  | 3:42,11    |

5. August

### 5000 m
| Platz | Athlet               | Land | Zeit (min) |
| ----- | -------------------- | ---- | ---------- |
| 1     | Edward Pingua Zakayo | KEN  | 13:48,58   |
| 2     | Getaneh Molla        | ETH  | 13:49,06   |
| 3     | Yemane Haileselassie | ERI  | 13:49,58   |
| 4     | Selemon Barega       | ETH  | 13:52,27   |
| 5     | Cyrus Rutto          | KEN  | 13:53,78   |
| 6     | Soufiane Bouqantar   | MAR  | 13:53,99   |
| 7     | Younès Essalhi       | MAR  | 13:58,64   |
| 8     | Stephen Kissa        | UGA  | 13:59,90   |

5. August

### 10.000 m
| Platz | Athlet                 | Land | Zeit (min) |
| ----- | ---------------------- | ---- | ---------- |
| 1     | Jemal Yimer            | ETH  | 29:08,09   |
| 2     | Andamlak Belihu        | ETH  | 29:11,09   |
| 3     | Timothy Toroitich      | UGA  | 29:11,87   |
| 4     | Vincent Kipsang        | KEN  | 29:14,52   |
| 5     | Kipsang Temoi          | KEN  | 29:25,54   |
| 6     | Awet Habte             | ERI  | 29:38,41   |
| 7     | Josephat Kipkoech Bett | KEN  | 30:13,22   |
| 8     | Ibrahim Ismael Hassan  | DJI  | 30:13,36   |

1. August

### 20 km Gehen
| Platz | Athlet          | Land | Zeit (h) |
| ----- | --------------- | ---- | -------- |
| 1     | Samuel Gathimba | KEN  | 1:25:14  |
| 2     | Lebogang Shange | RSA  | 1:25:25  |
| 3     | Hassanine Sebei | TUN  | 1:25:25  |
| 4     | Simon Wachira   | KEN  | 1:27:58  |
| 5     | Wayne Snyman    | RSA  | 1:28:16  |
| 6     | Mohamed Ameur   | ALG  | 1:28:38  |
| 7     | Tadilo Getu     | ETH  | 1:30:11  |
| 8     | Mohamed Ragab   | EGY  | 1:31:18  |

5. August

### 110 m Hürden
| Platz | Athlet               | Land | Zeit (s) |
| ----- | -------------------- | ---- | -------- |
| 1     | Antonio Alkana       | RSA  | 13,51    |
| 2     | Oyeniyi Abejoye      | NGR  | 13,87    |
| 3     | Wellington Zaza      | LBR  | 13,88    |
| 4     | Ogieriakhi Martins   | NGR  | 13,93    |
| 5     | Louis François Mendy | SEN  | 13,94    |
| 6     | Ruan de Vries        | RSA  | 13,98    |
| 7     | Abdullahi Bashiru    | NGR  | 14,18    |
| 8     | Ramy el-Mahdy        | EGY  | 14,46    |

4. August

### 400 m Hürden
| Platz | Athlet              | Land | Zeit (s) |
| ----- | ------------------- | ---- | -------- |
| 1     | Abdelmalik Lahoulou | ALG  | 48,47 NR |
| 2     | Cornel Fredericks   | RSA  | 49,40    |
| 3     | Zied Azizi          | TUN  | 49,48    |
| 4     | Aron Koech          | KEN  | 49,94    |
| 5     | Le Roux Hamman      | RSA  | 50,53    |
| 6     | William Mutunga     | KEN  | 52,61    |
|       | Nicholas Bett       | KEN  | DNF      |
|       | Saber Boukemouche   | ALG  | DNS      |

3. August

### 3000 m Hindernis
| Platz | Athlet               | Land | Zeit (min) |
| ----- | -------------------- | ---- | ---------- |
| 1     | Conseslus Kipruto    | KEN  | 8:26,38    |
| 2     | Soufiane el-Bakkali  | MAR  | 8:28,01    |
| 3     | Getnet Wale          | ETH  | 8:30,87    |
| 4     | Amos Kirui           | KEN  | 8:33,83    |
| 5     | Yemane Haileselassie | ERI  | 8:36,58    |
| 6     | Hailemariyam Amare   | ETH  | 8:38,46    |
| 7     | Jigsa Tolosa         | ETH  | 8:42,14    |
| 8     | Mehari Tesfai        | ERI  | 8:44,12    |
| 8     | Mohamed Tindouft     | MAR  | 8:44,12    |

3. August

### 4 × 100 m Staffel
| Platz | Land           | Athleten                                                                  | Zeit (s) |
| ----- | -------------- | ------------------------------------------------------------------------- | -------- |
| 1     | Südafrika      | Akani Simbine Simon Magakwe Emile Erasmus Henricho Bruintjies             | 38,25 CR |
| 2     | Nigeria        | Seye Ogunlewe Usheoritse Itsekiri Enoch Adegoke Ogho-Oghene Egwero        | 38,74    |
| 3     | Elfenbeinküste | Ben Youssef Meïté Hua Wilfried Koffi Gnamien Nehemie N'Goran Arthur Cissé | 38,92    |
| 4     | Simbabwe       | Leon Tafirenyika ? Dickson Kapandura Ngoni Makusha                        | 39,37    |
| 5     | Kenia          | Peter Mwai Ndichu ? Mike Mokamba Mark Odhiambo                            | 39,77    |
| 6     | Gambia         | ? Assan Faye Adama Jammeh                                                 | 39,88    |
| 7     | Kamerun        | Tarcicuis Jean Maxime Petnga Emmanuel Eseme Aboubakar Tetnap Nsangou      | 39,93    |
| 8     | Burkina Faso   | Sidiki Ouedraogo ? Innocent Bologo                                        | 40,96    |

3. August

### 4 × 400 m Staffel
| Platz | Land      | Athleten                                                         | Zeit (min) |
| ----- | --------- | ---------------------------------------------------------------- | ---------- |
| 1     | Kenia     | Aron Koech Alphas Kishoyian Jared Momanyi Emmanuel Korir         | 3:00,92 CR |
| 2     | Südafrika | Zakithi Nene Cornel Fredericks Pieter Conradie Thapelo Phora     | 3:03,50    |
| 3     | Nigeria   | Orukpe Erayokan Rilwan Alowonle Isah Salihu Chidi Okezie         | 3:04,88    |
| 4     | Sambia    | Daniel Mbewe Sydney Siame Titus Kafunda Mukhala Kennedy Luchembe | 3:04,98 NR |
| 5     | Algerien  | ? Slimane Moula ? Abdelmalik Lahoulou                            | 3:05,27    |
| 6     | Senegal   | Frédéric Mendy Ousmane Sidibé Malick Djibulou Ibrahima Mbengue   | 3:11,04    |
| 7     | Botswana  | ? Nijel Amos Leaname Maotoanong ?                                | DNF        |
|       | Eswatini  |                                                                  | DNS        |

5. August

### Hochsprung
| Platz | Athlet            | Land | Höhe (m) |
| ----- | ----------------- | ---- | -------- |
| 1     | Mathew Sawe       | KEN  | 2,30 =NR |
| 2     | Chris Moleya      | RSA  | 2,26     |
| 3     | Mpho Links        | RSA  | 2,15     |
| 4     | Mike Edwards      | NGR  | 2,15     |
| 5     | Marouane Kacimi   | MAR  | 2,10     |
| 6     | Mohamed Aboutaleb | EGY  | 2,05     |
| 6     | Daniel Ngembou    | COG  | 2,05     |
| 8     | Noe Ondja         | BFA  | 2,05     |

3. August

### Stabhochsprung
| Platz | Athlet                | Land | Höhe (m) |
| ----- | --------------------- | ---- | -------- |
| 1     | Mohamed Amin Romdhana | MAR  | 5,20     |
| 2     | Valco van Wyk         | RSA  | 5,10     |
| 3     | Mejdi Chehata         | TUN  | 5,10     |
| 4     | Ekhardt van der Watt  | RSA  | 4,90     |
| 5     | Samson Basha          | ETH  | 4,10     |
|       | Hichem Khalil Cherabi | ALG  | NM       |

4. August

### Weitsprung
| Platz | Athlet           | Land | Weite (m) |
| ----- | ---------------- | ---- | --------- |
| 1     | Ruswahl Samaai   | RSA  | 8,45 CR   |
| 2     | Luvo Manyonga    | RSA  | 8,43      |
| 3     | Yahya Berrabah   | MAR  | 8,14 w    |
| 4     | Yasser Triki     | ALG  | 8,01      |
| 5     | Cheswill Johnson | RSA  | 7,86 w    |
| 6     | Romeo N’tia      | BEN  | 7,76      |
| 7     | Lazare Simklina  | TOG  | 7,71      |
| 8     | Marcel Mayack    | CMR  | 7,69 w    |

2. August

### Dreisprung
| Platz | Athlet                 | Land | Weite (m) |
| ----- | ---------------------- | ---- | --------- |
| 1     | Hugues Fabrice Zango   | BFA  | 17,11 NR  |
| 2     | Godfrey Khotso Mokoena | RSA  | 16,83     |
| 3     | Yasser Triki           | ALG  | 16,78     |
| 4     | Mamadou Chérif Dia     | MLI  | 16,44     |
| 5     | Jonathan Drack         | MRI  | 16,41     |
| 6     | Marcel Mayack          | CMR  | 16,40     |
| 7     | Roger Haitengi         | NAM  | 16,11     |
| 8     | Ineh Emmanuel          | NGR  | 16,09     |

4. August

### Kugelstoßen
| Platz | Athlet                 | Land | Weite (m) |
| ----- | ---------------------- | ---- | --------- |
| 1     | Chukwuebuka Enekwechi  | NGR  | 21,08 CR  |
| 2     | Mohamed Magdi Hamza    | EGY  | 19,33     |
| 3     | Kyle Blignaut          | RSA  | 19,05     |
| 4     | Eke Kalu               | NGR  | 18,79 PB  |
| 5     | Jason Van Rooyen       | RSA  | 18,27     |
| 6     | Henry-Bernard Baptiste | MRI  | 17,99     |
| 7     | Yao Adantor            | TOG  | 17,33     |
| 8     | Zegeye Moga Lencha     | ETH  | 15,18     |

2. August

### Diskuswurf
| Platz | Athlet                      | Land | Weite (m) |
| ----- | --------------------------- | ---- | --------- |
| 1     | Victor Hogan                | RSA  | 60,06     |
| 2     | Werner Visser               | RSA  | 58,22 PB  |
| 3     | Elbachir Mbarki             | MAR  | 54,97     |
| 4     | Christopher Jonathan Sophie | MRI  | 52,31     |
| 5     | Jason van Rooyen            | RSA  | 51,82     |
| 6     | Yao Adantor                 | TOG  | 47,20     |
| 7     | Aly Abdelmagied             | EGY  | 46,13     |
| 8     | Lema Ketema                 | ETH  | 42,19     |

2. August

### Hammerwurf
| Platz | Athlet                 | Land | Weite (m) |
| ----- | ---------------------- | ---- | --------- |
| 1     | Mostafa el-Gamel       | EGY  | 73,50     |
| 2     | Eslam Moussad Seria    | EGY  | 70,32     |
| 3     | Hassan Mohamed Mahmoud | EGY  | 69,90     |
| 4     | Tshepang Makhethe      | RSA  | 68,81     |
| 5     | Chris Harmse           | RSA  | 68,71     |
| 6     | Allan Cumming          | RSA  | 67,37     |
| 7     | Dominic Ongidi Abunda  | KEN  | 62,57     |

4. August

### Speerwurf
| Platz | Athlet                | Land | Weite (m) |
| ----- | --------------------- | ---- | --------- |
| 1     | Julius Yego           | KEN  | 77,34     |
| 2     | Phil-Mar van Rensburg | RSA  | 76,57     |
| 3     | Samuel Kure           | NGR  | 75,69     |
| 4     | Johan Grobler         | RSA  | 74,49     |
| 5     | Alexander Kiprotich   | KEN  | 73,47     |
| 6     | Maged Mohser el-Badry | EGY  | 68,98     |
| 7     | Claude Chamaken       | CMR  | 68,63 NR  |
| 8     | Anro van Eeden        | RSA  | 66,32     |

5. August

### Zehnkampf
| Platz | Athlet              | Land | Punkte |
| ----- | ------------------- | ---- | ------ |
| 1     | Larbi Bourrada      | ALG  | 8101   |
| 2     | Fredriech Pretorius | RSA  | 7733   |
| 3     | Samuel Osadolor     | NGR  | 7095   |
| 4     | Peter Moreno        | NGR  | 7039   |
| 5     | Duncan McGladdery   | RSA  | 7001   |
| 6     | Gilbert Koech       | KEN  | 6975   |
| 7     | Fabrice Rajah       | MRI  | 6920   |

## Frauen

### 100 m
| Platz | Athlet             | Land | Zeit (s) |
| ----- | ------------------ | ---- | -------- |
| 1     | Marie-Josée Ta Lou | CIV  | 11,15    |
| 2     | Janet Amponsah     | GHA  | 11,54    |
| 3     | Joy Udo-Gabriel    | NGR  | 11,58    |
| 4     | Halutie Hor        | GHA  | 11,64    |
| 5     | Mercy Ntia-Obong   | NGR  | 11,69    |
| 6     | Tebogo Mamathu     | RSA  | 11,73    |
| 7     | Tsaone Sebele      | BOT  | 11,83    |
| 8     | Gina Bass          | GAM  | 11,85    |

2. August

### 200 m
| Platz | Athlet                   | Land | Zeit (s) |
| ----- | ------------------------ | ---- | -------- |
| 1     | Marie-Josée Ta Lou       | CIV  | 22,50    |
| 2     | Germaine Abessolo Bivina | CMR  | 23,36    |
| 3     | Janet Amponsah           | GHA  | 23,38    |
| 4     | Gina Bass                | GAM  | 23,40    |
| 5     | Halutie Hor              | GHA  | 23,49    |
| 6     | Natacha Ngoye Akamabi    | COG  | 23,63    |
| 7     | Scovia Ayikoru           | UGA  | 23,66    |
| 8     | Praise Idamadudu         | NGR  | 23,79    |

5. August

### 400 m
| Platz | Athlet                | Land | Zeit (s) |
| ----- | --------------------- | ---- | -------- |
| 1     | Caster Semenya        | RSA  | 49,96 NR |
| 2     | Christine Botlogetswe | BOT  | 51,19    |
| 3     | Yinka Ajayi           | NGR  | 51,34    |
| 4     | Maggie Barrie         | SLE  | 52,06    |
| 5     | Patience Okon George  | NRG  | 52,34    |
| 6     | Leni Shida            | UGA  | 52,78    |
| 7     | Veronica Mutua        | KEN  | 53,27    |
| 8     | Quincy Malekani       | ZAM  | 54,10    |

3. August

### 800 m
| Platz | Athlet                   | Land | Zeit (min) |
| ----- | ------------------------ | ---- | ---------- |
| 1     | Caster Semenya           | RSA  | 1:56,06 CR |
| 2     | Francine Niyonsaba       | BDI  | 1:57,97    |
| 3     | Habitam Alemu            | ETH  | 1:58,86    |
| 4     | Halimah Nakaayi          | UGA  | 1:58,90    |
| 5     | Winnie Nanyondo          | UGA  | 1:59,41    |
| 6     | Malika Akkaoui           | MAR  | 2:00,01    |
| 7     | Noélie Yarigo            | BEN  | 2:04,36    |
|       | Margaret Nyairera Wambui | KEN  | DNF        |

5. August

### 1500 m
| Platz | Athlet          | Land | Zeit (min) |
| ----- | --------------- | ---- | ---------- |
| 1     | Winny Chebet    | KEN  | 4:14,02    |
| 2     | Rababe Arafi    | MAR  | 4:14,12    |
| 3     | Malika Akkaoui  | MAR  | 4:14,17    |
| 4     | Besu Sado       | ETH  | 4:15,74    |
| 5     | Winnie Nanyondo | UGA  | 4:16,55    |
| 6     | Judy Kiyeng     | KEN  | 4:17,26    |
| 7     | Mary Kuria      | KEN  | 4:17,70    |
| 8     | Beatha Nishimwe | RWA  | 4:19,55    |

3. August

### 5000 m
| Platz | Athlet                 | Land | Zeit (min) |
| ----- | ---------------------- | ---- | ---------- |
| 1     | Hellen Obiri           | KEN  | 15:47,18   |
| 2     | Senbere Teferi         | ETH  | 15:54,48   |
| 3     | Meskerem Mamo          | ETH  | 15:57,38   |
| 4     | Hawi Feysa             | ETH  | 15:59,23   |
| 5     | Lilian Kasait Rengeruk | KEN  | 16:04,51   |
| 6     | Loice Chemnung         | KEN  | 16:25,78   |
| 7     | Dolchi Tesfu           | ERI  | 16:46,94   |
| 8     | Aminat Olowora         | NGR  | 17:29,64   |

2. August

### 10.000 m
| Platz | Athlet                  | Land | Zeit (min) |
| ----- | ----------------------- | ---- | ---------- |
| 1     | Stacey Chepkemboi Ndiwa | KEN  | 31:31,17   |
| 2     | Alice Aprot Nawowuna    | KEN  | 31:36,12   |
| 3     | Gete Alemayehu          | ETH  | 32:10,68   |
| 4     | Stella Chesang          | UGA  | 32:29,54   |
| 5     | Mercyline Chelangat     | UGA  | 32:36,39   |
| 6     | Salome Nyirarukundo     | RWA  | 33:14,08   |
| 7     | Haftamnesh Tesfaye      | ETH  | 33:44,92   |
| 8     | Fanus Alem              | ERI  | 34:48,09   |

4. August

### 20 km Gehen
| Platz | Athlet             | Land | Zeit (h)   |
| ----- | ------------------ | ---- | ---------- |
| 1     | Yehualeye Beletew  | ETH  | 1:31:47    |
| 2     | Grace Wanjiru Njue | KEN  | 1:35:54    |
| 3     | Chahinez Nasri     | TUN  | 1:37:28    |
| 4     | Olude Fadekemi     | NGR  | 1:41:16 NR |
| 5     | Aynalem Eshetu     | ETH  | 1:42:40    |
| 6     | Beza Birhanu       | ETH  | 1:46:40    |
| 7     | Zelda Schultz      | RSA  | 1:48:36    |
|       | Emily Ngii         | KEN  | DNS        |

5. August

### 100 m Hürden
| Platz | Athlet              | Land | Zeit (s) |
| ----- | ------------------- | ---- | -------- |
| 1     | Tobi Amusan         | NGR  | 12,86    |
| 2     | Rikenette Steenkamp | RSA  | 13,18    |
| 3     | Rosvitha Okou       | CIV  | 13,39    |
| 4     | Grace Ayemoba       | NGR  | 13,68    |
| 5     | Karel Elodie Ziketh | CIV  | 13,70    |
| 6     | Favour Efe          | NGR  | 14,18    |
| 7     | Adja Arrete Ndiaye  | SEN  | 14,63    |
| 8     | Eleonore Bailly     | CIV  | 14,84    |

2. August

### 400 m Hürden
| Platz | Athlet                   | Land | Zeit (s) |
| ----- | ------------------------ | ---- | -------- |
| 1     | Lamiae Lhabze            | MAR  | 56,66    |
| 2     | Wenda Nel                | RSA  | 57,04    |
| 3     | Maureen Jelagat Maiyo    | KEN  | 57,27    |
| 4     | Rita Ossai               | NGR  | 59,11    |
| 5     | Jane Chege               | KEN  | 59,63    |
| 6     | Uwemedino Akpan Abasiono | NGR  | 60,57    |
| 7     | Audrey Nkamsao           | CMR  | 61,35    |
|       | Glory Onome Nathaniel    | NGR  | DOP      |

5. August
Nach einem positiven Dopingtest auf Stanozolol wurde der ursprünglichen Siegerin Glory Onome Nathaniel die Goldmedaille aberkannt.

### 3000 m Hindernis
| Platz | Athletin                    | Land | Zeit (min) |
| ----- | --------------------------- | ---- | ---------- |
| 1     | Beatrice Chepkoech          | KEN  | 8:59,88 CR |
| 2     | Celliphine Chepteek Chespol | KEN  | 9:09,61    |
| 3     | Fancy Cherono               | KEN  | 9:23,92    |
| 4     | Weynshet Ansa               | ETH  | 9:27,03    |
| 5     | Peruth Chemutai             | UGA  | 9:45,42    |
| 6     | Ethlemahu Sintayehu         | ETH  | 9:53,18    |
| 7     | Agrie Belachew              | ETH  | 10:32,88   |
| 8     | Cherise Sims                | RSA  | ??         |

5. August

### 4 × 100 m Staffel
| Platz | Land           | Athletinnen                                                                  | Zeit (s) |
| ----- | -------------- | ---------------------------------------------------------------------------- | -------- |
| 1     | Nigeria        | Joy Udo-Gabriel Blessing Okagbare-Ighoteguonor Tobi Amusan Rosemary Chukwuma | 43,77    |
| 2     | Elfenbeinküste | Adeline Gouénon Karel Elodie Ziketh Rosvitha Okou Marie Josée Ta Lou         | 44,40    |
| 3     | Kenia          | Eunice Kadogo Millicent Ndoro Joan Cherono Fresha Mwangi                     | 45,58    |
| 4     | Südafrika      | Rose Xeyi Tamzin Thomas Ariane Nel Lynique Beneke                            | 45,63    |
| 5     | Kamerun        | ? Audrey Nkamsao Ngouyaka Angounou                                           | 46,26    |
| 6     | Senegal        | Adja Arrete Ndiaye ? Ndeye Amy Tall                                          | 47,73    |
| 7     | Burkina Faso   | ? Rokya Fofana ?                                                             | 47,73    |
| 8     | Äthiopien      | ? Seada Siraj Meseret Gudura                                                 | 49,09    |

3. August

### 4 × 400 m Staffel
| Platz | Land      | Athletinnen                                                                | Zeit (s)   |
| ----- | --------- | -------------------------------------------------------------------------- | ---------- |
| 1     | Nigeria   | Patience Okon George Abike Egbeniyi Folashade Abugan Yinka Ajayi           | 3:31,17    |
| 2     | Kenia     | Maureen Jelagat Maiyo Hellen Syombua Nevian Michira Veronica Mutua         | 3:35,45    |
| 3     | Sambia    | Quincy Malekani Abygirl Sepiso Majory Chisanga Rhoda Njobvu                | 3:38,18 NR |
| 4     | Botswana  | Goitseone Seleka Loungo Matlhaku Tsaone Sebele Galefele Moroko             | 3:42,16    |
| 5     | Äthiopien | Worknesh Mesele Gebreyohannis Firezewa Gebeyanesh Gedecha Frehiywot Wondie | 3:44,84    |
| 6     | Kamerun   | Audrey Nkansao Lilian Nguetsa Ngouyaka Angounou ?                          | 3:45,63    |
|       | Senegal   |                                                                            | DNS        |
|       | Uganda    |                                                                            | DNS        |

5. August

### Hochsprung
| Platz | Athlet                  | Land | Höhe (m) |
| ----- | ----------------------- | ---- | -------- |
| 1     | Erika Nonhlanhla Seyama | SWZ  | 1,80     |
| 2     | Hoda Hagras             | EGY  | 1,80     |
| 3     | Ariyat Dibow Ubang      | ETH  | 1,80     |
| 4     | Abigail Kwarteng        | GHA  | 1,80     |
| 5     | Rhizlane Siba           | MAR  | 1,80     |
| 6     | Julia du Plessis        | RSA  | 1,75     |
| 6     | Fatima Zahra el-Alaoui  | MAR  | 1,75 PB  |
| 8     | Yvonne Robson           | RSA  | 1,75     |

2. August

### Stabhochsprung
| Platz | Athlet           | Land | Höhe (m) |
| ----- | ---------------- | ---- | -------- |
| 1     | Dorra Mahfoudhi  | TUN  | 4,10     |
| 2     | Dina el-Tabaa    | EGY  | 4,05 NR  |
| 3     | Nesrine Brinis   | TUN  | 3,90 PB  |
| 4     | Fatma el-Bendary | EGY  | 3,80     |
| 5     | Jodie Sedras     | RSA  | 3,70     |

2. August

### Weitsprung
| Platz | Athlet              | Land | Weite (m) |
| ----- | ------------------- | ---- | --------- |
| 1     | Ese Brume           | NGR  | 6,83 =PB  |
| 2     | Marthe Koala        | BFA  | 6,54      |
| 3     | Lynique Beneke      | RSA  | 6,38      |
| 4     | Zinzi Chabangu      | RSA  | 6,14      |
| 5     | Precious Okoronkwor | NGR  | 6,09      |
| 6     | Sangoné Kandji      | SEN  | 6,06      |
| 7     | Priscilla Tabunda   | KEN  | 6,00 w    |
| 8     | Eleonore Bailly     | CIV  | 5,93      |

3. August

### Dreisprung
| Platz | Athlet              | Land | Weite (m) |
| ----- | ------------------- | ---- | --------- |
| 1     | Grace Anigbata      | NGR  | 14,02     |
| 2     | Zinzi Chabangu      | RSA  | 13,59     |
| 3     | Lerato Sechele      | SLE  | 13,31     |
| 4     | Patience Ntshingila | RSA  | 13,15     |
| 5     | Sangoné Kandji      | SEN  | 13,01     |
| 6     | Blessing Ibrahim    | NGR  | 12,97     |
| 7     | Liliane Potiron     | MRI  | 12,58 NR  |
| 8     | Esraa Owis          | EGY  | 12,22     |

5. August

### Kugelstoßen
| Platz | Athlet               | Land | Weite (m) |
| ----- | -------------------- | ---- | --------- |
| 1     | Ischke Senekal       | RSA  | 17,24     |
| 2     | Jéssica Inchude      | GBS  | 16,76     |
| 3     | Meike Strydom        | RSA  | 15,99     |
| 4     | Salomé Mugabe        | MOZ  | 15,21     |
| 5     | Eucharia Ogbukwo     | NGR  | 14,66     |
| 6     | Nkechi Leticia Chime | NGR  | 13,87     |
| 7     | Zurga Usman          | ETH  | 13,28     |
| 8     | Amira Sayed          | EGY  | 12,21     |

5. August

### Diskuswurf
| Platz | Athlet             | Land | Weite (m) |
| ----- | ------------------ | ---- | --------- |
| 1     | Chioma Onyekwere   | NGR  | 58,09     |
| 2     | Chinwe Okoro       | NGR  | 57,37     |
| 3     | Ischke Senekal     | RSA  | 53,82     |
| 4     | Riette Heyns       | RSA  | 52,41     |
| 5     | Jéssica Inchude    | GBS  | 49,44     |
| 6     | Yolandi Stander    | RSA  | 48,35     |
| 7     | Amira Sayed        | EGY  | 48,02     |
| 8     | Edwige Angounougou | CMR  | 44,63     |

3. August

### Hammerwurf
| Platz | Athlet                | Land | Weite (m) |
| ----- | --------------------- | ---- | --------- |
| 1     | Soukaina Zakkour      | MAR  | 68,28 NR  |
| 2     | Temi Ogunrinde        | NGR  | 67,39 NR  |
| 3     | Jennifer Batu         | CGO  | 66,43 NR  |
| 4     | Zouina Bouzebra       | ALG  | 64,49 NR  |
| 5     | Queen Obisesan        | NGR  | 63,02     |
| 6     | Margo Chene Pretorius | RSA  | 58,86     |
| 7     | Lætitia Bambara       | BFA  | 56,35     |
| 8     | Roselyn Rakamba       | KEN  | 55,57 PB  |

2. August

### Speerwurf
| Platz | Athlet                | Land | Weite (m) |
| ----- | --------------------- | ---- | --------- |
| 1     | Kelechi Nwanaga       | NGR  | 56,96     |
| 2     | Jo-Ane van Dyk        | RSA  | 53,72     |
| 3     | Josephine Lalam       | UGA  | 51,33 PB  |
| 4     | Damacline Nyekereri   | KEN  | 50,94     |
| 5     | Selma Rosun           | MRI  | 50,65     |
| 6     | Lucy Aber Okumu       | UGA  | 49,39     |
| 7     | Kénéfing Traoré       | MLI  | 48,86     |
| 8     | Bizunesh Tadesse Jilo | ETH  | 43,66     |

4. August

### Siebenkampf
| Platz | Athlet            | Land | Punkte |
| ----- | ----------------- | ---- | ------ |
| 1     | Odile Ahouanwanou | BEN  | 5999   |
| 2     | Marthe Koala      | BFA  | 5967   |
|       | Hoda Hagras       | EGY  | DNF    |
|       | Charoudi Nada     | TUN  | DNS    |

5. August

## Medaillenspiegel
| Medaillenspiegel | Medaillenspiegel | Medaillenspiegel | Medaillenspiegel | Medaillenspiegel | Medaillenspiegel |
| Platz            | Land             | Gold             | Silber           | Bronze           | Gesamt           |
| ---------------- | ---------------- | ---------------- | ---------------- | ---------------- | ---------------- |
| 01               | Äthiopien        | 1                | 1                | 0                | 2                |
| 02               | Uganda           | 0                | 0                | 1                | 1                |
| 03               |                  |                  |                  |                  | 16               |
| Gesamt           | Gesamt           | 1                | 1                | 1                | 3                |